# 乗田俊明
乗田 俊明 （のりた としあき、1957年8月27日 - ）は、日本の実業家。明治安田生命保険相互会社 顧問。株式会社空港施設の前代表取締役社長。
日本航空株式会社の執行役員、取締役専務執行役員、株式会社空港施設の取締役、代表取締役副社長、代表取締役社長、東京空港冷暖房株式会社代表取締役社長、一般社団法人日本航空協会理事などを歴任した。

## 略歴
- 2005年4月 -日本航空株式会社 経営企画室部長
- 2013年4月 -日本航空株式会社 常務執行役員
- 2013年6月 -株式会社空港施設 取締役
- 2015年6月 -日本航空株式会社取締役専務執行役員
- 2017年4月 -日本航空株式会社 取締役
- 2017年6月 -株式会社空港施設 代表取締役副社長
- 2021年6月 -株式会社空港施設 代表取締役社長
- 2022年6月 -株式会社空港施設 代表取締役社長執行役員

## 空港施設社長として

### 著名人の反応
作家の江上剛は、時事ドットコムのコラムにて、
官僚はポストに対する執着がものすごく強いと指摘。 乗田が進めようとしている経営改革を国交省が意地悪で邪魔をする可能性にも言及。株主やメディアなどが監視を強め、そのようなことが起これば強く断罪すべきだと記した。